# 마리아 (영화)
《마리아》(필리핀어: Maria)는 2019년 필리핀 액션 영화이다. 페드링 로페스 감독이 연출하고 크리스틴 레예스가 주인공인 전직 킬러 '마리아' 역을 맡았다. 해외에는 넷플릭스로 공개되었다.

## 줄거리
7년 전, 데라베가 패밀리 소속 킬러 릴리는 암살 임무 수행 중 타깃인 어린 소녀를 죽이길 거부하고 도주한다. 스승 그레그의 도움으로 조직에는 죽은 것으로 위장하고 '마리아'라는 새 이름으로 남편과 딸과 함께 살게 된다.
현재, 마리아의 남편은 데라베가 패밀리를 탄압하는 주지사의 열렬한 지지자이다. 패밀리는 주지사 지지자들을 조사하던 중 릴리가 살아 있음을 알게 된다. 패밀리의 보스는 부하 케일럽과 빅터를 시켜 릴리를 죽이라고 명령한다. 마리아와 과거 연인 사이였던 케일럽은 마리아의 가정을 습격하고, 딸과 남편이 살해당하고 만다. 마리아는 살아남아 스승 그레그를 찾아가 은거하며 데라베가 패밀리에 복수를 다짐한다.
마리아는 패밀리의 마약 창고를 습격해 전부 불태워 버린다. 케일럽과 빅터는 부하들을 시켜 클럽에서 마리아를 죽이도록 하지만 전부 실패한다. 마리아는 끝내 케일럽을 찾아가 그를 죽인다. 패밀리 보스와 빅터는 케일럽의 시체를 보며 마리아에게 복수를 다짐하며 영화가 끝난다.

## 출연진
- 크리스틴 레예스 - 마리아 / 릴리
- 저메인 데레온(이반 파딜랴) - 케일럽
- KC 몬테로 - 빅터
- 로니 라사로 - 그레그
- 프레디 웨브 - 리카르도 데라베가
- 구지 로렌사나 - 버트
- 조해나 리시 통콰 - 민민
- 제니퍼 리 - 미루
- 신디 미란다 - 웬즈데이
- 조니 레비야 - 비야누에바 주지사
- 로니 량 - 클럽 지배인